# Louise Horne
Louise Horne (12 de mayo de 1912-28 de marzo de 2021) fue una nutricionista y política trinitense, quién introdujo el programa de comidas escolares. En 2012, aún vivía en la casa en Arima donde nació, la cual heredó de sus padres y en 2019 vivía en un hospicio en la misma zona.
Se desempeñó como senadora independiente en el Parlamento de Trinidad y Tobago de 1976 a 1991.
Fue premiada con el honor de Lady de la Orden de San Gregorio Magno por el papa Juan Pablo II, una de sólo dos mujeres trinitenses que él honró. Un sello postal en su honor fue emitido en 1980.
En 2003, publicó un libro, La Evolución de la Moderna Trinidad y Tobago (Compañía de Impresión de Eniath).
Falleció en marzo de 2021 a la edad de 108 años.